# Tizzo
Tizzo, né Teddy Laguerre, est un rappeur canadien originaire de Montréal et de Laval, né à Chomedey. Il est surtout connu pour son single « On fouette », une collaboration avec Shreez et Soft qui a remporté la catégorie française du prix SOCAN en 2019.

## Biographie

### Jeunesse et carrière
Originaire de l'arrondissement Ahuntsic-Cartierville à Montréal, il s'installe dans la banlieue de Laval à 16 ans. Bien que passionné par la musique, il est devenu plus actif à la fin des années 2010 après que son frère aîné ait été tué dans un incident avec la police. Il prend son nom de scène en s'inspirant de la prononciation de "p'tits os", en référence à sa petite taille à l'époque où il commence à rapper.
Il a sorti de nombreuses mixtape et plusieurs EP depuis 2018. En 2020, il collabore avec Souldia pour l'album OFF.

## Discographie
- Tu sais, Vol. 1 (2018)
- Zowlloween (2018)
- 51tr4p Fr4p50 (2018)
- Fouette Jean-Baptiste (2018)
- Fouette Saint-Patrick (2019)
- Joyeuse Fouette (2019)
- Canicule, Vol. 1 (2019)
- Off (2020) (avec Souldia)
- Pour le plug (plp) 2021
- BOYZ (2024)